# Georg Marggrafe

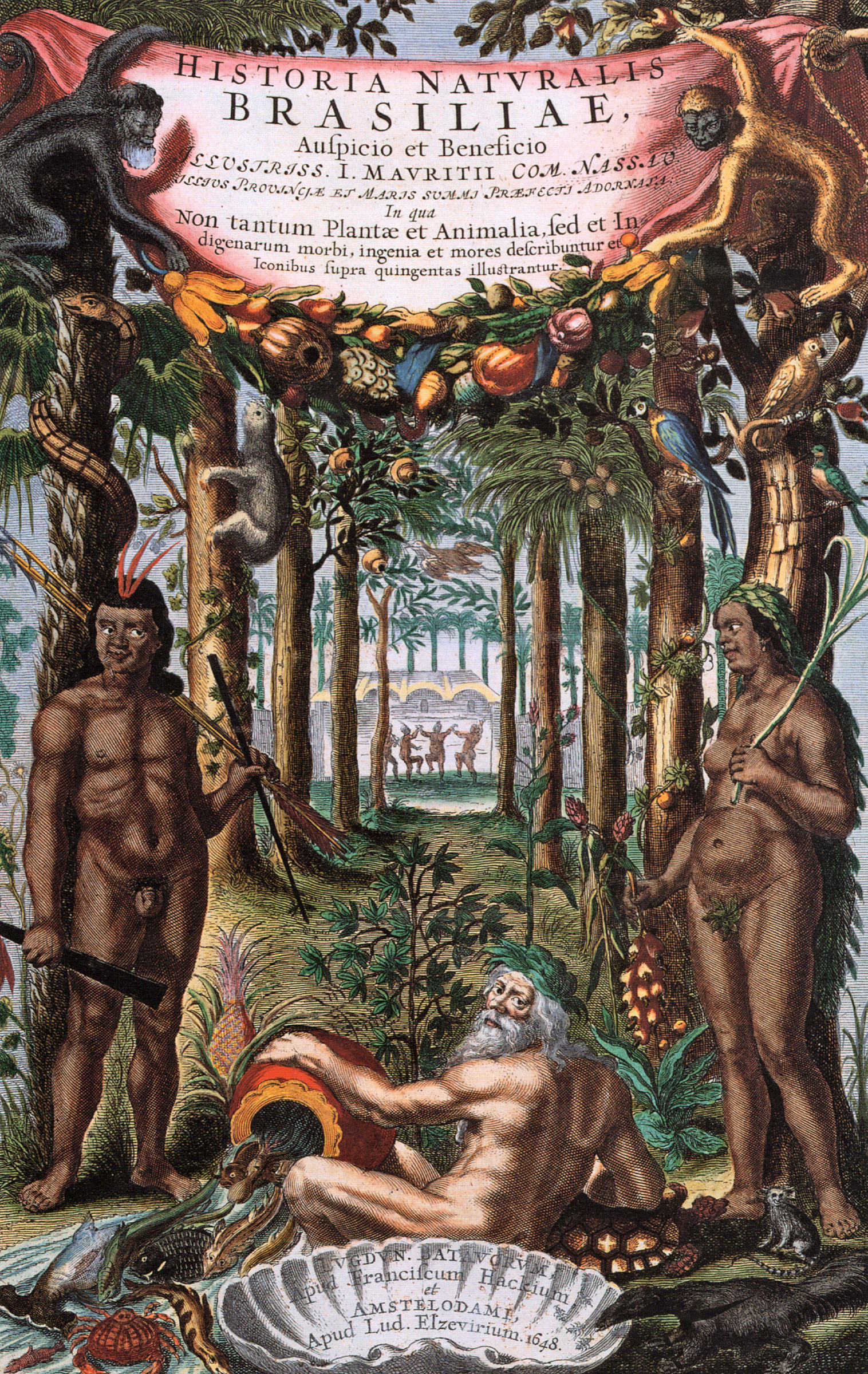
Historia Naturalis Brasiliae, uitgave Johannes de Laet geschreven door Willem Piso en Georg Marggrafe 1648

Georg Marggrafe, abusievelijk ook wel geschreven als Markgraf, Marcgraf, Marggraf of Marcgravius (Liebstadt, 20 september 1610 - Loeanda, 1644) was een op jonge leeftijd overleden onderzoeker van Duitse komaf die belangwekkende bijdragen heeft geleverd aan de kennis over de botanie, zoölogie, cartografie, astronomie en meteorologie van Noord Brazilië, tijdens het Nederlands koloniale bewind aldaar.

## Biografie
Marggrafe werd geboren in Liebstadt, een stadje ten zuiden van Dresden. Zijn gelijknamige vader (1584-1636) was schoolmeester, rector en organist; zijn moeder was de dochter van de lokale dominee. In 1627 begon hij met zijn studie aan de universiteit van Wittenberg. Als gevolg van de 30-jarige oorlog moest hij kort daarna uitwijken naar de universiteiten van o.a. Straatsburg en Basel. Teruggekeerd in Wittenberg, behaalde Marggrafe in 1634 daar de graad van ‘Medisch kandidaat’ met een alchemistisch-medische disputatie, verdedigd onder leiding van zijn leermeester Daniël Sennert. Hierna vertrok Marggrafe naar Rostock, waar hij colleges volgde bij de net benoemde hoogleraar botanie, Simon Paulli, eveneens een oud-leerling van Sennert. Hierna vestigde Marggrafe zich in Stettin, waar hij van 1634-1636 de astronoom Lorenz Eichstädt assisteerde bij het samenstellen van diens astronomische tabellen. Daar vatte Marggrafe het plan op om naar Leiden te gaan, waar in 1633-1634 door de universiteit een gloednieuw astronomische observatorium was ingericht. Hij arriveerde in Leiden in de zomer van 1636, waar hij zich inschreef als student in de geneeskunde.
Vanaf januari 1637 trainde Marggrafe zichzelf in de avonden als praktisch astronoom op het observatorium, terwijl hij de dagen vooral doorbracht in de botanische tuin. In november 1637 gelukt het hem om, samen met een collega, een aanstelling te krijgen als assistent van Willem Piso, de nieuw benoemde hofarts van Johan Maurits van Nassau-Siegen, de gouverneur-generaal van Nederlands Brazilië.
In 1638 aangekomen in Recife, de hoofdstad van de Nederlandse kolonie, gelukte het hem al snel om Johan Maurits ertoe te bewegen om bovenop diens huis een waarnemingsplatform met een torentje in te laten richten, naar het voorbeeld van de Leidse Sterrewacht. Dit observatorium, inclusief de benodigde instrumenten, kwam gereed in september 1639. Het was het eerste – volgens Europese standaarden ingerichte – sterrenkundig observatorium van Zuid-Amerika. Daar verrichtte Marggrafe tot juni 1643 sterrenkundige en meteorologische waarnemingen, onder meer met het plan om de Zuidelijke Sterrenhemel systematisch in kaart te brengen.
Deze waarnemingen werden onderbroken toen hij erop uit werd gestuurd om het door de Nederlanders bezette gebied van Noord Brazilië in kaart te brengen. Dit gebeurde in opdracht van Johan Maurits, die Marggrafe inmiddels in zijn persoonlijke dienst had genomen. Tijdens deze expedities - onder meer naar Ceará - noteerde hij diverse wetenswaardigheden aangaande de botanie en zoölogie van de door hem doorkruiste gebieden, welke notities hij aanvulde met schetsen, aquarellen en herbaria, deels ook gemaakt of bijeengebracht in de hortus en menagerie van Johan Maurits.
Uiteindelijk werd Marggrafe in september 1643 door Johan Maurits naar Angola gezonden. Daar overleed hij drie weken na aankomst, vermoedelijk aan de gele koorts.

## Wetenschappelijke nalatenschap
Marggrafe heeft zelf alleen zijn disputatie uit Wittenberg gepubliceerd. Ook zijn er tijdens zijn leven in Duitse gelegenheidsschriften een paar gedichten van hem uitgegeven. Na Marggrafe's dood, eind 1643, werd zijn nalatenschap, op gezag van graaf Johan Maurits van Nassau-Siegen, naar de Nederlandse Republiek gebracht en daar verspreid over drie bewerkers: 
(1) De cartografische documenten werden door de Amsterdamse uitgever en cartograaf Joan Blaeu verwerkt tot een viertal prachtige en opmerkelijk nauwkeurige kaarten van Noord Brazilië. Deze kaarten zijn voor het eerst gepubliceerd in Caspar Barlaeus' beschrijving van de Nederlandse kolonie, zijn “Rerum per octenium in Brasilia et alibi nuper gestarum, sub Praefectura Illustrissimi Comitis I. Mavritii Nassoviae”, uit 1647. Daarna heeft Blaeu er ook een wandkaart van gemaakt die is uitgegeven onder de titel “Brasilia qua parte paret Belgis”.
(2) De botanische, zoölogische en meteorologische teksten en afbeeldingen werden door de Leidse koopman-geleerde Johannes de Laet ontcijferd en – samen met notities van de arts Willem Piso – uitgegeven als de kloeke foliant Historia Naturalis Brasiliae (Leiden, 1648). De Laet voegde er zelf een hoofdstuk aan toe met aantekeningen over de lokale bevolking en talen. In 1658 heeft zijn vroegere werkgever, de arts Willem Piso, een groot deel van Marggrafe's tekst uit de Historia Naturalis Brasiliae onder eigen naam uitgegeven in zijn Indiae Utriusque re Naturali et Medica (1658).
(3) De astronomische waarnemingen werden overhandigd aan de Leidse hoogleraar Jacob Golius, eveneens met het oogmerk om deze observaties – in bewerkte vorm – uit te geven. Echter, het persklaar gemaakte handschrift van deze waarnemingen heeft de drukpers niet gehaald. Na Golius' dood is dit handschrift in Parijs beland waar er twee afschriften van zijn gemaakt, waarna het origineel in Spanje verloren is gegaan. Een kopie van dit handschrift wordt bewaard in het Observatoire de Paris, en is recentelijk alsnog uitgegeven.

## Diversen
Christian Marggrafe, zijn jongere broer, die later naam maakte als chemicus in Leiden, publiceerde in 1688 een eerste korte biografie.
Er is een planetoïde naar Marggrafe vernoemd, zie de lijst van planetoïden met aan Nederland verbonden namen.

## Galerij

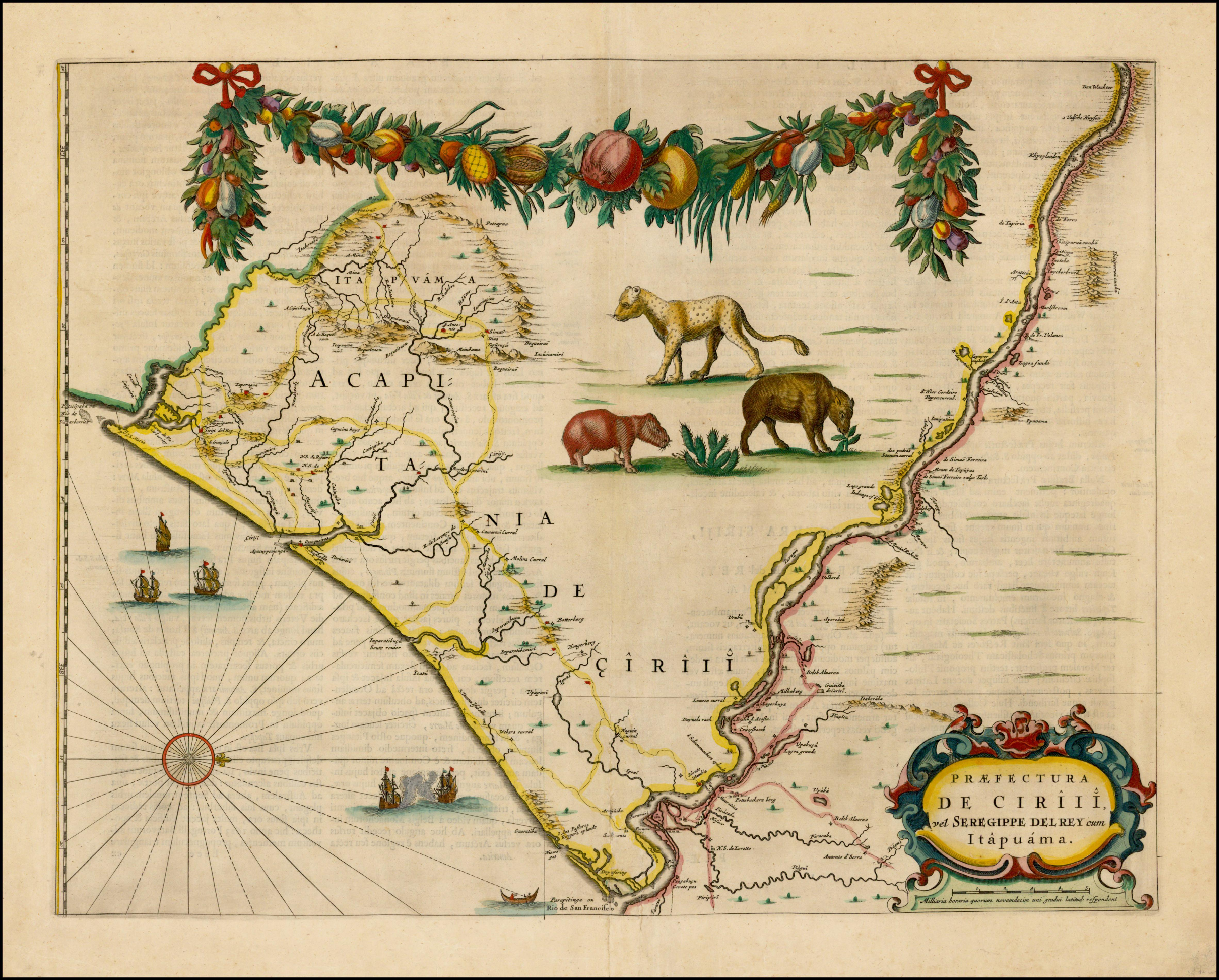
Kaart van Nederlands-Brazilië, geïllustreerd met voorkomende bloemen, vruchten en diersoorten.
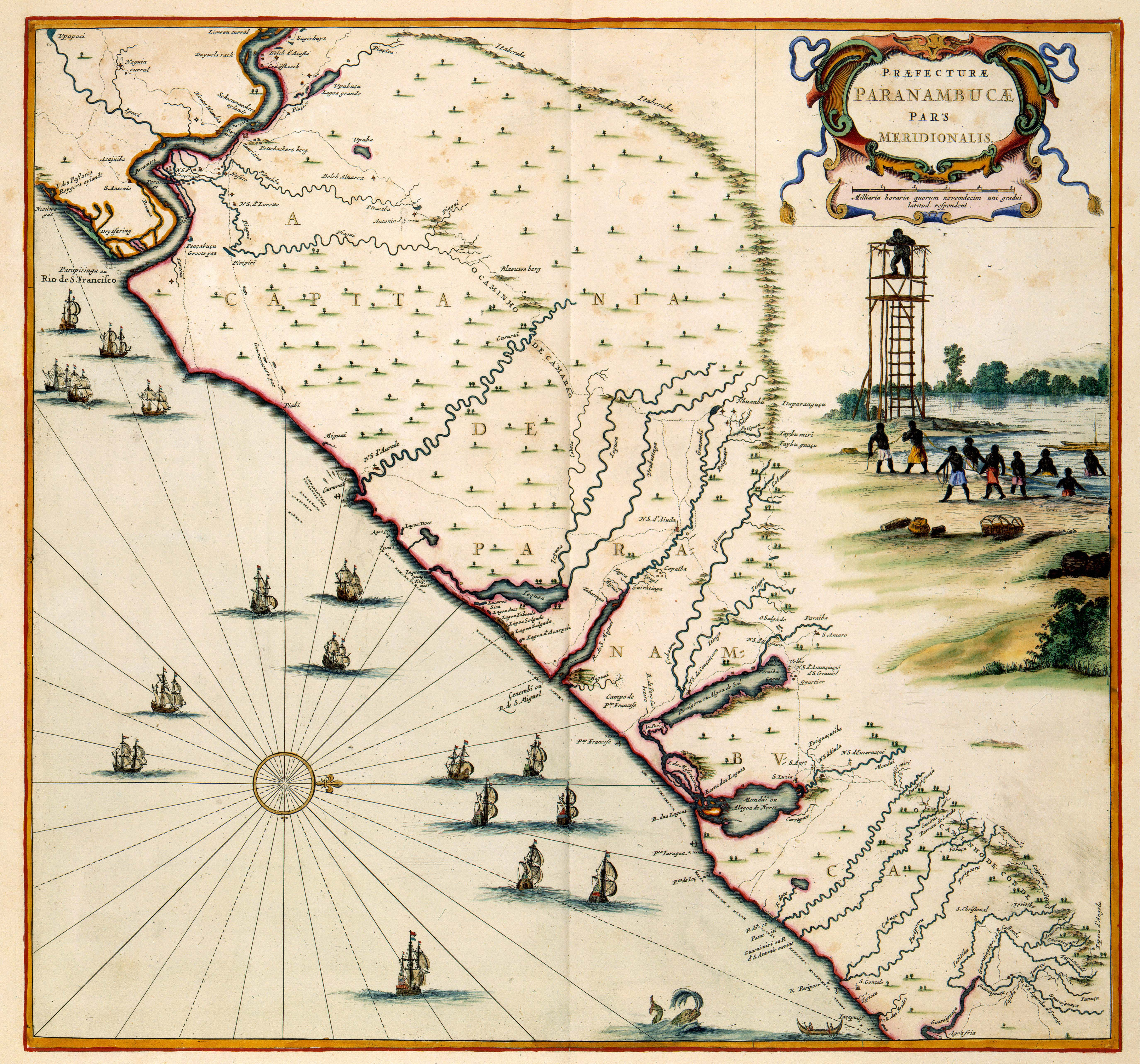
Nederlands-Brazilië, met een uitkijktoren en vissers.
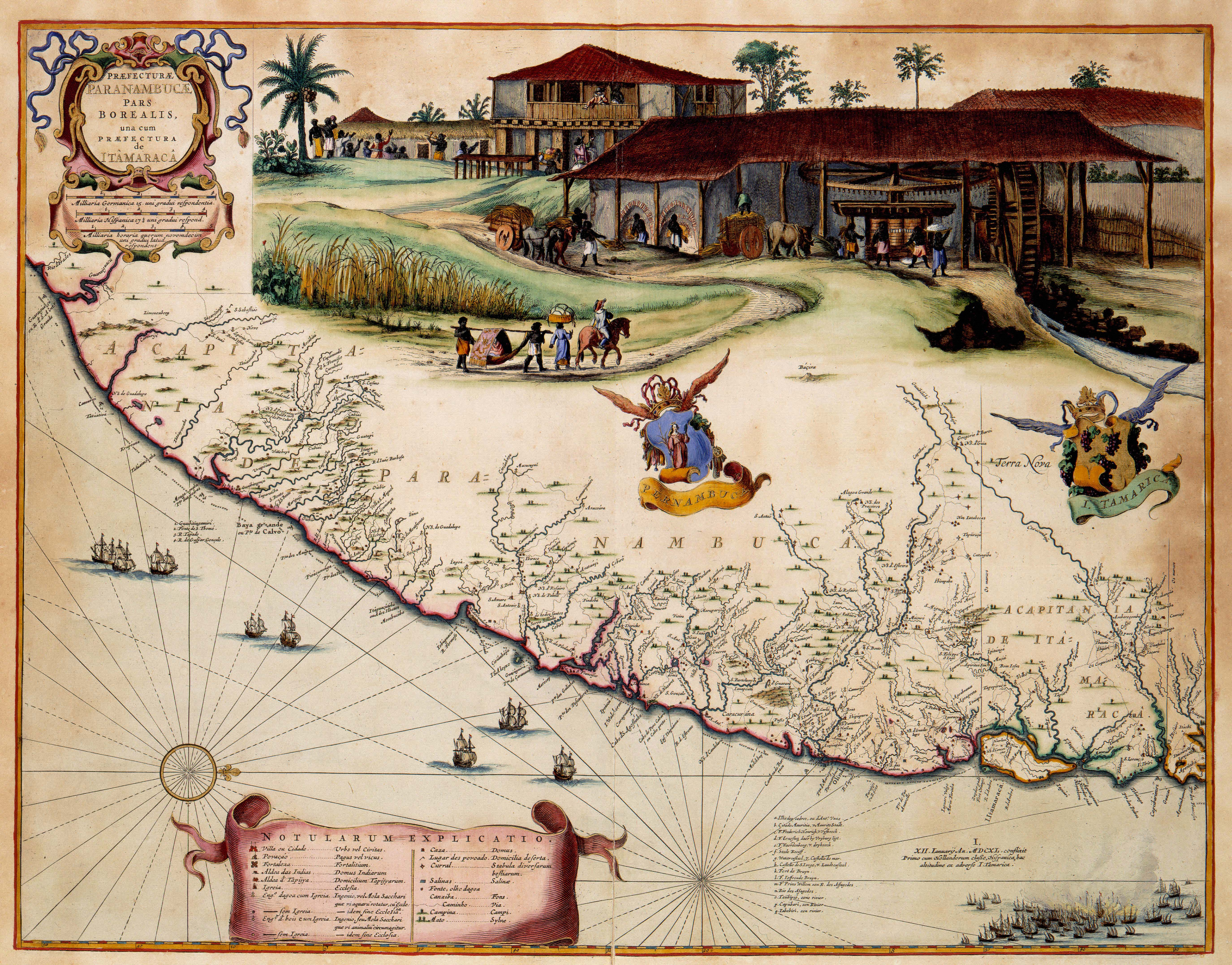
Nederlands-Brazilië, met een door waterkracht aangedreven suikerfabriek.
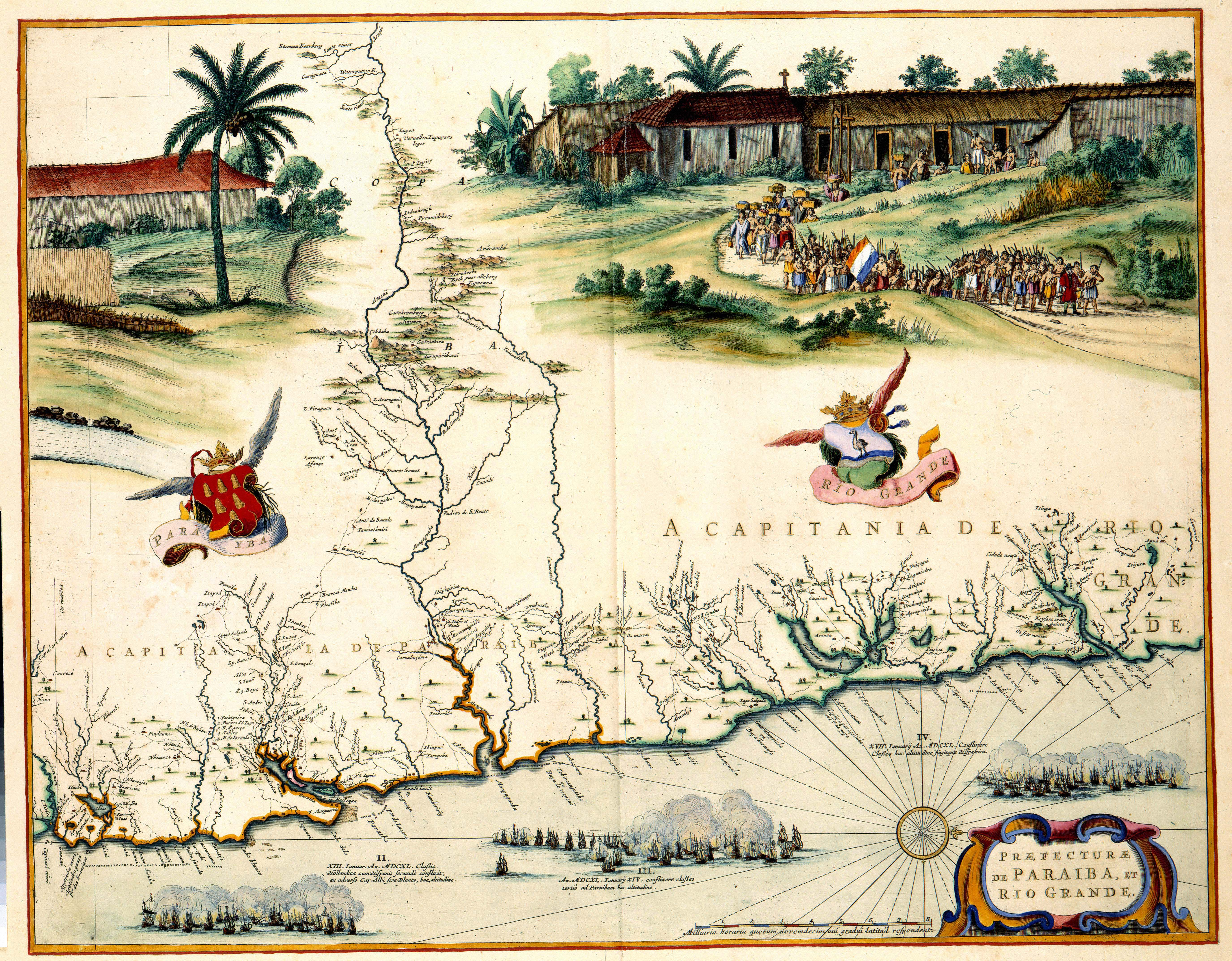
Nederlands-Brazilië, met het vertrek en de route van de expeditie van Elias Herckmans naar het binnenland.
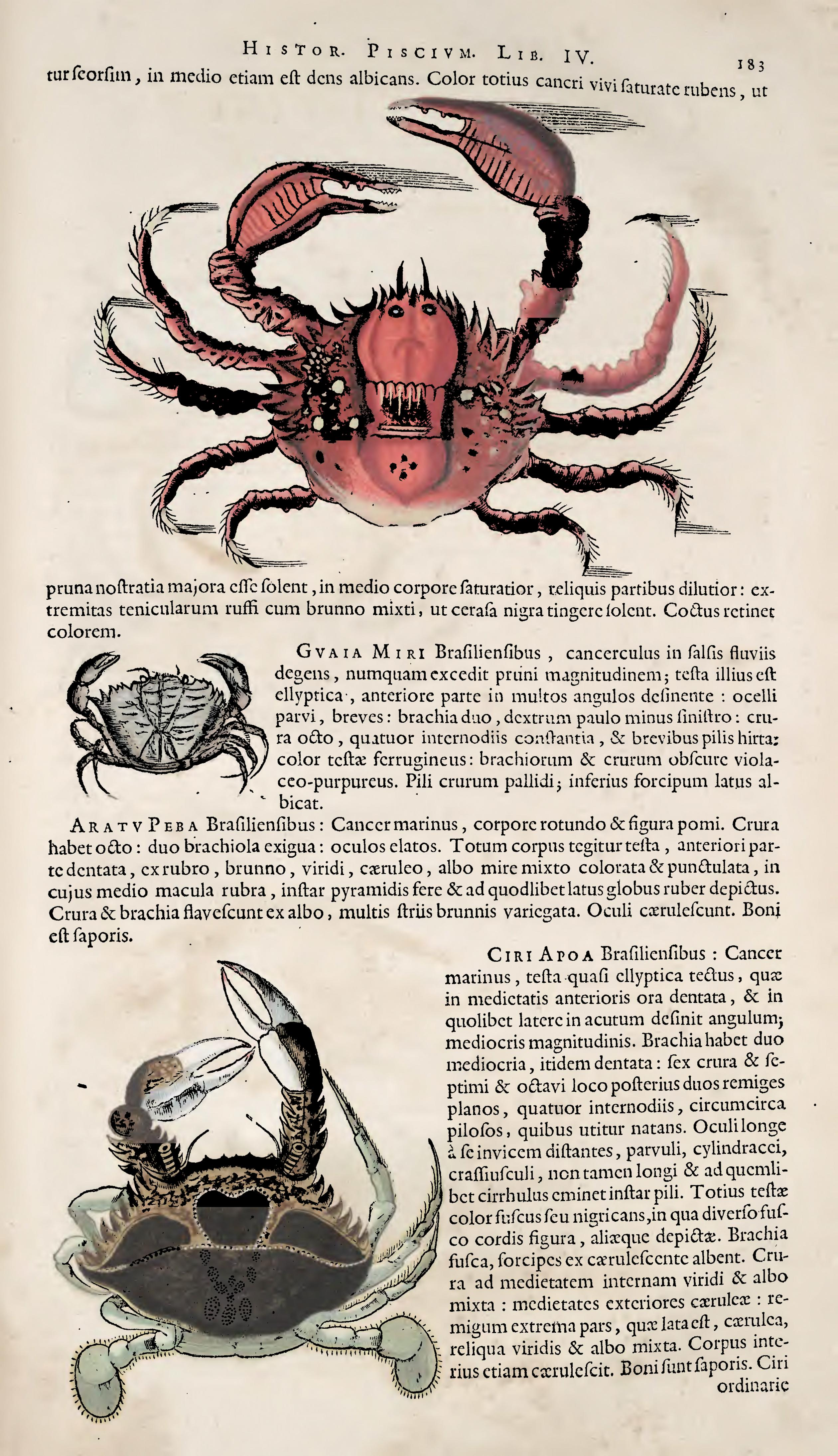
Pagina in de Historia Naturalis Brasiliae.
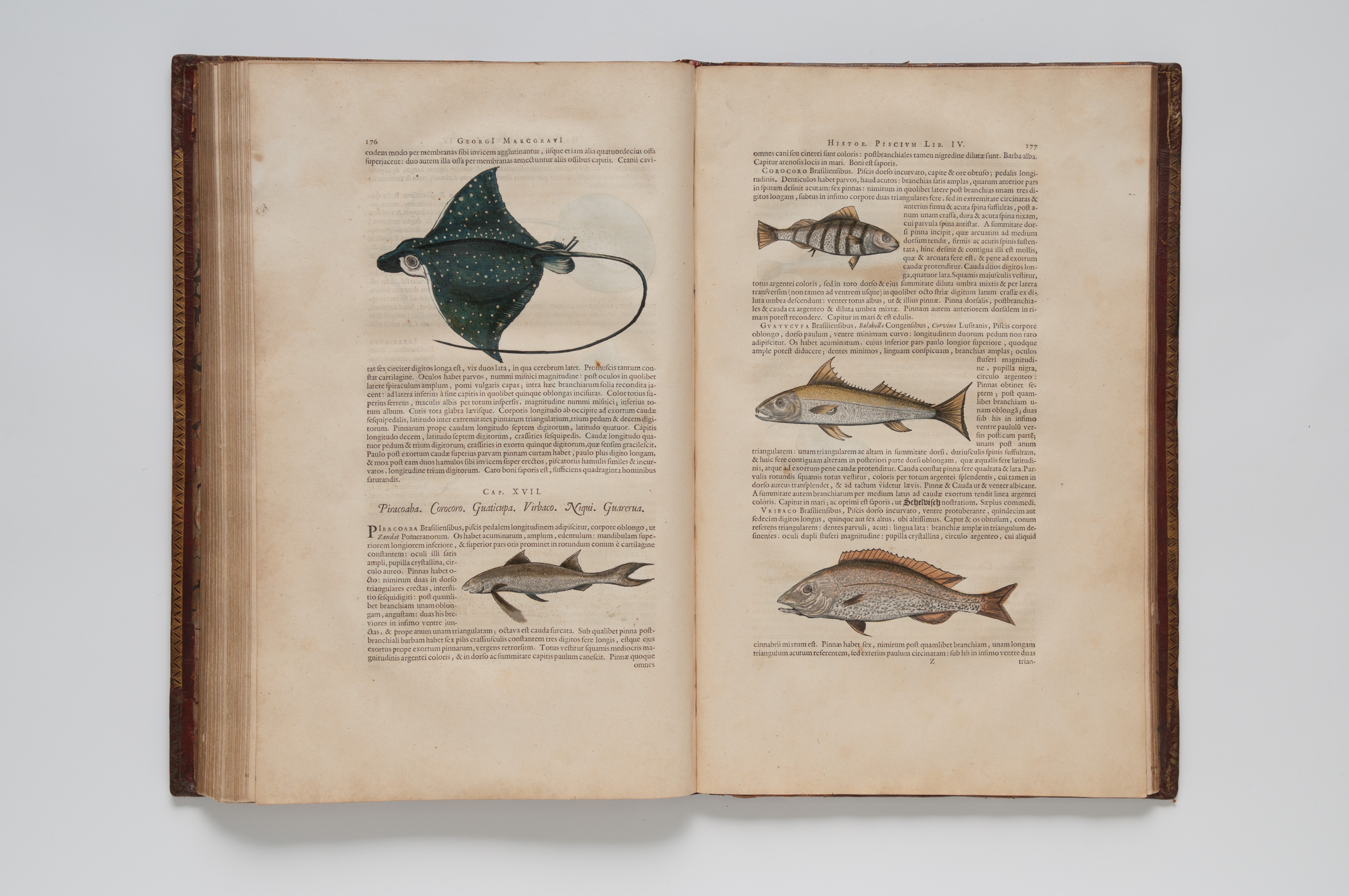
Pagina in de Historia Naturalis Brasiliae.
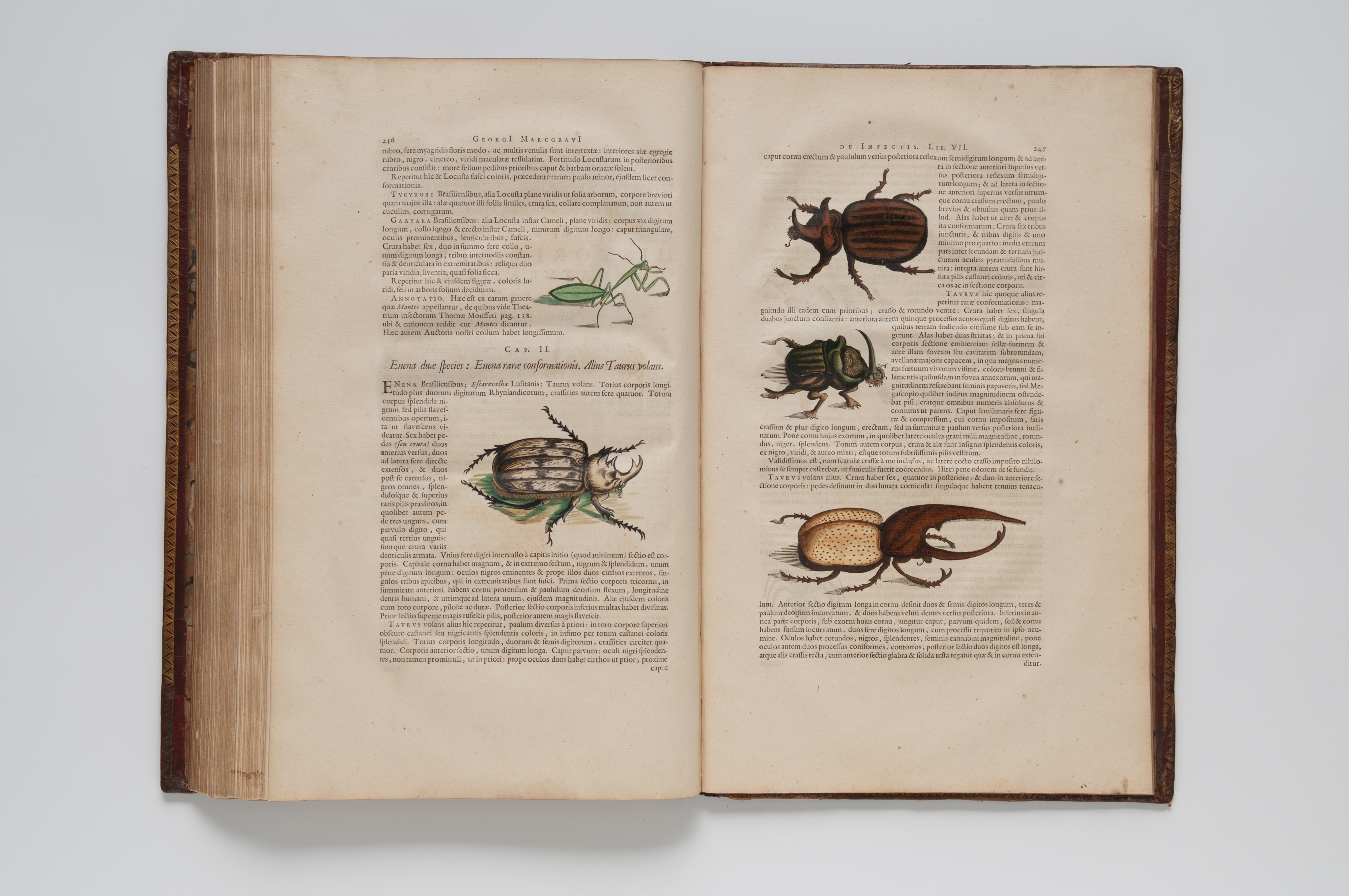
Pagina in de Historia Naturalis Brasiliae.

- Bibliothèque nationale de France: cb13484988m (data)
- Author citation (botany): Marcgr.
- Catàleg d'autoritats de noms i títols de Catalunya: 981058614886206706
- Stuttgart Database of Scientific Illustrators 1450–1950: 1516
- Gemeinsame Normdatei: 118941011
- International Standard Name Identifier: 0000 0000 6653 6917
- Library of Congress Control Number: n86846260
- Nationale bibliotheek van Australië: 36588654
- Nationale Bibliotheek van Israël: 987007272871005171
- Nederlandse Thesaurus van Auteursnamen: 070728577
- RKD-Nederlands Instituut voor Kunstgeschiedenis: 436562
- SNAC: w60338nt
- Système universitaire de documentation: 112031226
- Trove: 1308052
- Virtual International Authority File: 17374288
- WorldCat: E39PCjBd3qRJRkDQYmpDWRypxC